# احمد نواف احمد الصباح
احمد نواف احمد الصباح (عربی: الشیخ أحمد النواف الأحمد الصباح، زاده ۱۹۵۶) سیاستمدار و نظامی کویتی است که از ژوئیه ۲۰۲۲ تا دسامبر ۲۰۲۳ به‌عنوان نخست‌وزیر کویت فعالیت می‌کرد.او فرزند بزرگ نواف احمد جابر الصباح، امیر کویت است.